# Лучинец
Лучи́нец (укр. Лучинець) — село на Украине, находится в Мурованокуриловецком районе Винницкой области.
Код КОАТУУ — 0522883801. Население по переписи 2001 года составляет 978 человек. Почтовый индекс — 23453. Телефонный код — 4356.
Занимает площадь 5,509 км².

## Религия
В селе действует храм Рождества Пресвятой Богородицы Мурованокуриловецкого благочиния Могилёв-Подольской епархии Украинской православной церкви.

## Адрес местного совета
23453, Винницкая область, Мурованокуриловецкий р-н, с. Лучинец, ул. Ленина, 3